# Château Lixon
 (août 2023).
Le château Lixon est un château français situé dans la commune de Louvroil, dans le département du Nord et la région Hauts-de-France.